# ZGMF X09A Justice
Este artículo pertenece a la serie de animación Gundam Seed.
El justice es el Mobile Suit más poderosa de Gundam Seed junto con el ZGMF X10A Freedom y el providence. Se le asigna a Arthur Zala después del robo del Freedom para eliminar el piloto y recuperarlo, y en caso de no poder recuperar la unidad, destruirla. Sin embargo, El Justice es usado para destruir el sistema G.E.N.E.S.I.S. autodestruyéndose.
- Datos: Q6170688